# 西双版纳报
《西双版纳报》是中华人民共和国云南省的一家报刊，直属于中国共产党西双版纳傣族自治州委员会，该报也是中共西双版纳州委的机关报，以汉语、傣仂語等西双版纳在地语言出版，该报还拥有自己的微信公众号及手机應用軟體。

## 历史
中华人民共和国成立后，西雙版納傣族自治區建立，在地的中共党委开始筹备创办自己的报纸，为此，西双版纳政府开始组建印刷厂，而北京新华字模厂则赶制了老傣仂文铜模，以方便报纸的印刷；1957年3月4日，《西双版纳报》正式创刊，当年，中共领导人朱德视察西双版纳时，还为该报亲笔题写了报头。1966年，报社一度因为文化大革命的影响而停刊，直到1972年7月1日复刊。1998年起，该报刊同时使用简体中文、老傣仂文、新傣仂文出版；其中傣文版每周出版一期，西双版纳不少在地傣族民众都有订阅。2009年，西双版纳报还开通了傣文新闻网，为中华人民共和国首个以傣文出版的新闻网。

## 内容
作为中共西双版纳州委的机关报，《西双版纳报》是中共西双版纳州委、西双版纳州人民政府向外界表達其觀點與角度的重要工具，主要刊登中共西双版纳州黨委及西双版纳州政府工作、西双版纳州各民族文化、民族地區經濟及文化建設經驗等相關的新聞報導。